# Die unschuldige Mörderin (Heinrich Kaufringer)
Die unschuldige Mörderin ist ein Märe von Heinrich Kaufringer und gehört zum Themenkreis der moralisch-exemplarischen Mären. Die Erzählung ist in der Handschrift von München cgm 270 überliefert, die 1464 in Augsburg oder Landsberg entstand.
Das Märchen handelt von einer zukünftigen Königin, die durch eine List in eine missliche Lage gebracht wird und sich nicht anders zu helfen weiß, als im Verlauf der Erzählung mehrere Morde zu begehen. In der Geschichte nimmt der Erzähler seine Hauptfigur immer wieder in Schutz und stattet ihre Gegner mit schlechten Charaktereigenschaften aus.

## Stoffgeschichte
Dieses Märe existiert in einer lateinischen, französischen, englischen, irischen und persischen Fassung, wobei möglicherweise auch hier der Orient als stoffgeschichtlicher Vorreiter gilt.
Der Ausgangspunkt der irischen und persischen Fassungen unterscheidet sich von den vermutlich späteren. In diesen führt die Prinzessin ihren heimlichen Geliebten mit in den Palast, wird dort von ihrem Vater überrascht und bringt den Geliebten in ein Versteck, in welchem er erstickt. In dieser persischen Fassung fehlt der Schluss, welcher in der irischen durch einen christlich-moralischen ergänzt wurde. Daher geht man davon aus, dass die irische Fassung der Ausgangspunkt für alle folgenden war.
Die lateinische, französische und englische Fassung sind sich inhaltlich sehr ähnlich. Hier geschehen drei Morde, wobei sich der zweite und dritte durch logischen Zwang aus dem ersten Mord ergeben. 
Die hier besprochene Version von Heinrich Kaufringer fällt bei dieser Stoffgeschichte aus dem Rahmen, da Kaufringer im Gegensatz zu den anderen Fassungen dem Ritter einen Knappen an die Seite gestellt hat, der als Anstifter und direktes viertes Opfer fungiert. Außerdem hat Kaufringer das mirakelhafte Ende weggelassen.

## Inhalt
Am Anfang von Kaufringers Märe wird die Mörderin vom Erzähler in Schutz genommen. Gott helfe denen, die vollends auf Gott vertrauen.
Eine edle Gräfin wird einem König zur Frau versprochen. Der Ritter des Königs hört von seinem Knecht Gerüchte, dass die Gräfin unzüchtig sei. Er glaubt der Erzählung und schmiedet mit seinem Knecht einen Plan. Am Abend verlässt der Bruder der Gräfin die Burg und lässt sie alleine mit einem Wächter und einem Torhüter zurück. Während der Knecht mit beiden Pferden vor der Burg wartet, spricht der als König verkleidete Ritter zum Wächter: Die edle Gräfin solle den König zu sich rein lassen, er müsse mit ihr sprechen. Die Frau überlegt hin und her und lässt schließlich ihren zukünftigen Mann im Bewusstsein zu sich hinein, dass er sich dann ungehemmt etwas herausnehmen kann, was ihre Ehre verletzen könnte. In der Kemenate angelangt, bedrängt der Ritter die Gräfin so lange, bis sie sich ihm hingibt. Nach dem Liebesakt verplappert sich der Ritter und erzählt von seinem Knecht, der ihm die Wahrheit über die Zukünftige des Königs gesagt habe. Die Gräfin erschrickt sehr darüber, dass der Mann bei ihr nicht der König ist, und als er eingeschlafen ist, köpft sie den Mann, durch den sie ihre Ehre verlor.
Dies bringt die edle Gräfin in weitere Bedrängnis, denn der Körper ist zu schwer für sie. So bittet sie den Torwächter um Hilfe, um die Leiche zu entsorgen, und verspricht ihm dafür großen Reichtum. Doch der Torwächter will den gleichen Lohn, den der Ritter erfahren hatte und als er sich durch abermaliges Bitten nicht umstimmen lässt, gibt sich die verzweifelte Gräfin dem Torwächter hin. Danach hilft er ihr, den Leichnam in die Zisterne zu werfen. Als er sich über diese beugt, um den Rumpf leise ins Wasser zu lassen, damit der Wächter den Aufprall nicht hört, ergreift die Gräfin die Gelegenheit, packt den Torhüter an seinen Füssen und wirft ihn ebenfalls in die Zisterne.
Die Dame geht eilig zurück in ihre Kemenate und beseitigt bis zum Morgen alle Spuren der letzten Nacht. Der Knecht wartet noch immer mit den zwei Pferden vor der Burg auf seinen Herren. Als nun der Bruder der Gräfin auf seine Burg zurückkehrt, erkennen er und sein Gefolge den Mann mit den zwei Pferden. Doch auf die Frage, was er denn hier tue, kann der Knecht keine ehrliche Antwort geben und so wird er als Pferdedieb verurteilt und gehängt.
Am nächsten Tag wird die Gräfin mit dem König verheiratet. Doch die Hochzeitsnacht kann sie nicht mit ihm verbringen, da sie ja schon entehrt worden war. So bittet sie eine ihrer Edelfräuleins um Hilfe, zu der sie am meisten Vertrauen hat. Diese will sie mit großem Reichtum belohnen, wenn sie sich an der Stelle der Königin zum König ins Bett lege und mit ihm die Hochzeitsnacht verbringe und danach das Bett verlasse, wenn die Königin sie dazu auffordere. Die Zofe verspricht der Königin, all ihre Wünsche zu erfüllen. Doch nachdem der König mit dem Fräulein die Hochzeitsnacht vollzogen hat und eingeschlafen ist, will die Zofe das Bett nicht verlassen, denn sie will selbst Königin werden. Der rechtmäßigen Königin bleibt in dieser Situation nichts anders übrig, als auch das Fräulein aus dem Weg zu räumen. Die Königin wartet also ab, bis auch die Zofe eingeschlafen ist und legt dann Feuer im Schlafgemach. Den König weckt die Königin auf, führt ihn hinaus und schiebt den Riegel vor die Tür, sodass die Zofe drinnen verbrennt.
32 Jahre verbringen der König und die Königin dann glücklich miteinander. Doch jüngst hat die Königin vom Schicksal des Knechts vor der Burg erfahren und auch die anderen Opfer machen sie nachdenklich. Der König war mit dem Kopf in ihrem Schoss eingeschlafen und da sie an die Geschehnisse denken muss, Reue empfindet und zu weinen beginnt, wird er von ihren Tränen geweckt. Der König will das Leid seiner geliebten Königin beenden und schwört ihr, alles dafür zu tun. Als er auch verspricht, nicht zornig zu werden, erzählt die Königin ihm die ganze Geschichte. Der König verzeiht ihr und vergibt ihr anschließend all ihre Taten.
Zum Schluss ergreift der Erzähler das Wort und bekräftigt die Vergebung des Königs und die Unschuld der Königin. Er bejaht ihr Handeln und fände es gut, wenn mit allen Menschen so verfahren würde, wie mit jenen in der Geschichte, die Böses getan haben. Auch versichert er, dass Gott der Königin die ganze Zeit beigestanden sei, da sie ja unschuldig in Bedrängnis gekommen sei.

## Vergleich mit der französischen, lateinischen und englischen Fassung
Die lateinische und auch die englische Fassung gehen ganz allgemein weniger ins Detail bei ihren Beschreibungen, als die Fassung von Kaufringer.
In der französischen Fassung wird die Gräfin dafür getadelt, dass sie ihren zukünftigen Mann vor der Hochzeitsnacht in ihre Kemenate lässt.
Die englische Fassung weicht bezüglich des Entsorgens der Leiche kaum von derjenigen Kaufringers ab. 
In der französischen Fassung bittet die Gräfin eine Magd um Hilfe, um den Leichnam des Ritters in der Zisterne zu entsorgen. Es ist dann auch die gleiche Magd, die sich in der Hochzeitsnacht der Königin zum König ins Bett legt.
Auch in der lateinischen Fassung hilft der Königin beim Entsorgen der Leiche eine Magd, welche hier noch einen Küchenburschen zur Unterstützung holt. Dieser will, ähnlich wie in der Fassung Kaufringers, die Liebe der Magd. Nun nutzt diese, zusammen mit der Königin, die Gunst der Stunde für den Mord am Küchenburschen. In dieser lateinischen Fassung fehlt die Szene mit der Hochzeitsnacht. Dies ist wohl darauf zurückzuführen, dass sich die Magd bereits dem Küchenburschen hingegeben hatte und nun der Königin keinen Nutzen mehr bringen kann.
In allen drei Fassungen endet die Geschichte mit einem christlichen Mirakel, welches bei Kaufringer fehlt.
In der lateinischen und der französischen Fassung beichtet die Königin nicht ihrem Mann die ganze Geschichte, sondern einem Geistlichen. Auch dieser verlangt von ihr, dass sie sich ihm hingibt, doch diesmal will die Königin nicht. Daraufhin geht der Geistliche zum König und erzählt ihm alles. In der lateinischen Fassung bekommt die Dame das Königsrecht aberkannt und muss das Land verlassen, in der französischen wird sie von einer Versammlung der Großen des Landes zum Tod auf dem Scheiterhaufen verurteilt. In beiden Fassungen greift ein Einsiedler als Retter ein. In der lateinischen Fassung wird als Busse ein Zweikampf zwischen dem Geistlichen und der Königin ausgetragen. Der Eisenspitz der Lanze wird dabei gegen ihre, der Holzschaft gegen seine Brust gedrückt. Das Duell endet damit, dass der gemeine Geistliche von der Lanze durchbohrt wird. In der französischen Fassung bekommt der Einsiedler im Traum die Aufgabe, die Strafe aufzuhalten, was er dann auch tut.
In der englischen Fassung ist die Königin sehr von Reue geplagt und sucht einen Beichtvater auf. Dieser trägt ihr auf, jeden Freitag eine Kutte zu tragen, nur Wasser und Brot zu sich zu nehmen und arme Männer zu ernähren. Dies ist der Königin jedoch als Strafe nicht genug und sie sucht einen Priester auf, der sie aber, wie in den anderen Fassungen, erpresst: Wenn sie sich ihm nicht hingibt, wird er dem König alles sagen. Auch in dieser Fassung weigert sich die Königin. Anders als in der französischen und lateinischen Fassung beschimpft der König daraufhin die Königin heftig. Doch dann greift Gottes Macht ein, denn als der König ihr die Kleider vom Leib reißt, findet er ein schönes Gewand anstatt der Kutte vor, das Wasser wurde zu Wein und das Brot schmeckt wie das beste Fleisch.
In allen drei Fassungen hat sich die Königin selbst rehabilitiert, indem sie dem Geistlichen widerstanden hat.

## Ausgaben
- Joseph Klapper (Hrsg.): Erzählungen des Mittelalters. Wissenschaftliche Buchgesellschaft, Darmstadt 1978.
- Von der Königin, die ihren Seneschall tötete. In: Französische Volksmärchen (= Märchen der Weltliteratur). 2 Bände. Bd. 1: Aus älteren Quellen (hier: Zwölftes und dreizehntes Jahrhundert. 13. Altfranzösische Marienlegenden). Übersetzung von Ernst Tegethoff. Eugen Diederichs, Jena 1923, OCLC 717687230, S. 109–113, Volltext bei zeno.org.
- Kurt Ruh: Kaufringers Erzählung von der „Unschuldigen Mörderin“. In: Kathryn Smits, Werner Besch, Victor Lange (Hrsg.): Interpretation und Edition deutscher Texte des Mittelalters. Festschrift für John Asher. Erich Schmidt Verlag, Berlin 1981, ISBN 3-503-01670-8 (Text teilw. mittelniederdt., teilw. engl.).